# Национальный парк Бенито-Хуарес
Национальный парк Бенито-Хуарес (исп. Benito Juárez National Park) — особо охраняемая природная территория в регионе Валлес-Сентралес штата Оахака, Мексика. Часть территории относится к муниципалитетам Сан-Фелипе-Техалапам и Сан-Андрес-Уаяпан.

## География
Южная граница парка проходит примерно в пяти километрах к северу от города Оахака.
Площадь парка составляет 2737 га, территория относится к горному массиву Сьерра-Мадре-дель-Сур.
Перепад высот в парке составляет от 1650 до 3050 метров над уровнем моря. Гора Серро-Сан-Фелипе высотой более 3000 м является самой высокой горой в парке Парк имеет статус II по классификации МСОП.
Климат здесь прибрежный субгумидный и умеренный субгумидный. Основные реки, пересекающие парк, Уаяпан и Сан-Фелипе. Большая часть их воды поступает по трубопроводам в город Оахака. Парк занимает площадь 2737 гектаров, включая гору Серро-Сан-Фелипе высотой 3111 метров, входящую в состав Сьерра-Мадре-де-Оахака. В верховьях горы растут сосновые и дубовые леса. Ниже — карликовые дубы и тропические листопадные леса в каньонах.
Парк является основным местом обитания карликовой сойки (лат. Cyanolyca nanus), которая считается вымирающим видом. Границы парка обозначены нечётко и ему наносят вред выпас скота, незаконная вырубка леса, лесные пожары и охота. В сосново-дубовых лесах парка, особенно в районе, прилегающем к Сан-Андрес-Уайапан, паразитирует омела.
В парке популярен скоростной спуск на велосипеде.

## История
Парк был основан в 1937 году в годы президентства генерала Ласаро Карденаса дель Рио и назван в честь президента Бенито Хуареса, уроженца Оахаки.

## Галерея
- эндемичная орхидея Оахаки.
- Герогин, национальный цветок Мексики
- Орхидея-де-Тьерра
- Перикон
- Pinguicula stolonifera, плотоядное растение
- Pinguicula moranensis
- Пассифлора
- вид орхидей, находящийся под угрозой исчезновения